# Argiope protensa
Argiope protensa là một loài nhện trong họ Araneidae.
Loài này thuộc chi Argiope. Argiope protensa được Ludwig Carl Christian Koch miêu tả năm 1872.

## Hình ảnh

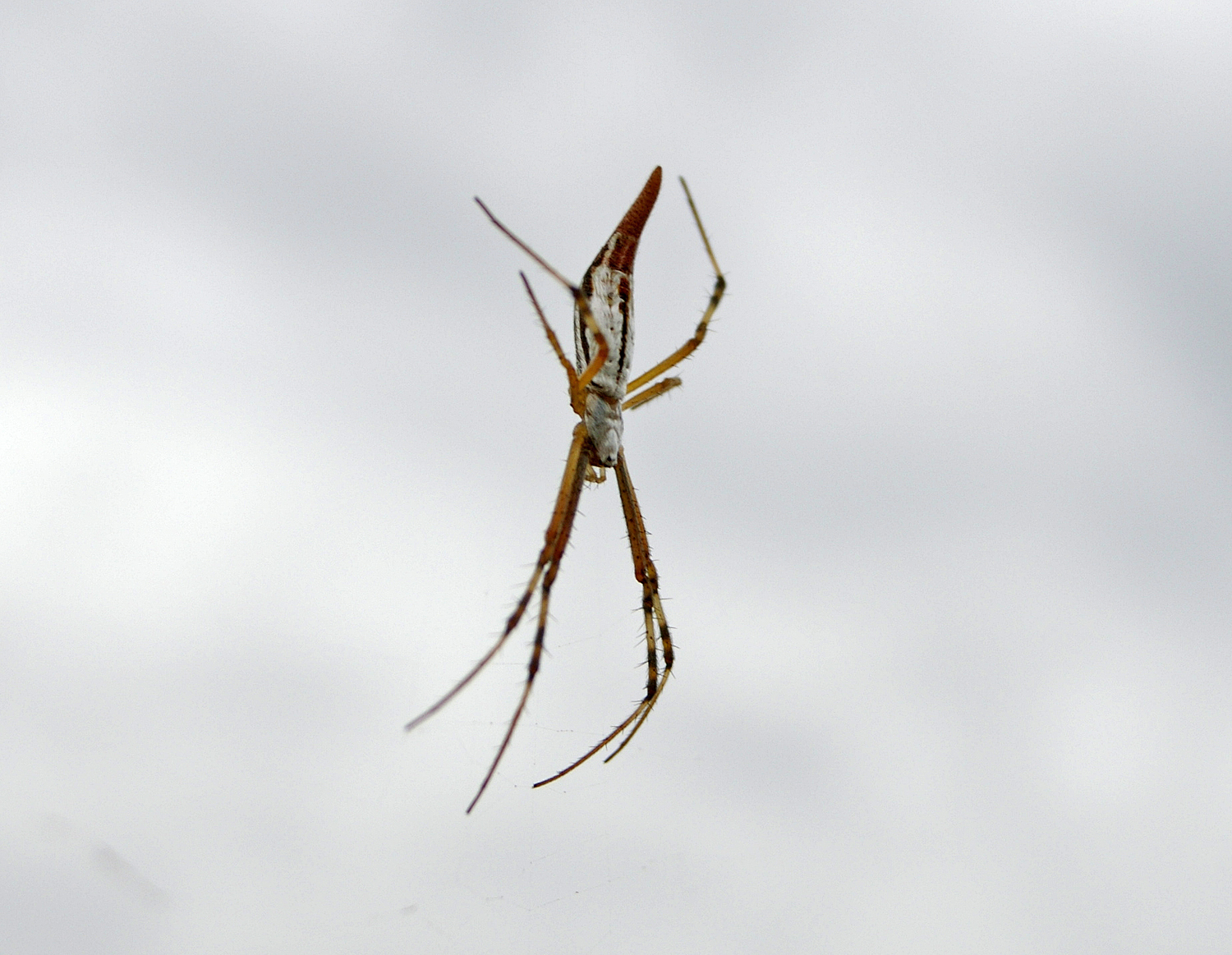